# البحرين في بطولة العالم للسباحة 2015
شاركت البحرين في بطولة العالم للسباحة 2015 في مدينة قازان بروسيا من 24 يوليو إلى 9 أغسطس 2015.

## السباحة

### الرجال
| الرياضي  | المسابقة    | التصفيات | التصفيات | النصف النهائي | النصف النهائي | النهائي  | النهائي  |
| الرياضي  | المسابقة    | الوقت    | الترتيب  | الوقت         | الترتيب       | الوقت    | الترتيب  |
| -------- | ----------- | -------- | -------- | ------------- | ------------- | -------- | -------- |
| فرج صالح | 50 متر حرة  | 24.98    | 75       | لم يتأهل      | لم يتأهل      | لم يتأهل | لم يتأهل |
| فرج صالح | 100 متر حرة | 55.18    | 93       | لم يتأهل      | لم يتأهل      | لم يتأهل | لم يتأهل |
| فرج صالح | 50 متر ظهر  | 29.66    | 59       | لم يتأهل      | لم يتأهل      | لم يتأهل | لم يتأهل |
| فرج صالح | 100 متر ظهر | 1:04.94  | 63       | لم يتأهل      | لم يتأهل      | لم يتأهل | لم يتأهل |

### السيدات
| الرياضية         | المسابقة     | التصفيات | التصفيات | النصف النهائي | النصف النهائي | النهائي  | النهائي  |
| الرياضية         | المسابقة     | الوقت    | الترتيب  | الوقت         | الترتيب       | الوقت    | الترتيب  |
| ---------------- | ------------ | -------- | -------- | ------------- | ------------- | -------- | -------- |
| فاطمة عبد المحسن | 50 متر ظهر   | 40.40    | 52       | لم تتأهل      | لم تتأهل      | لم تتأهل | لم تتأهل |
| فاطمة عبد المحسن | 50 متر صدر   | 45.91    | 68       | لم تتأهل      | لم تتأهل      | لم تتأهل | لم تتأهل |
| الزين طارق       | 50 متر حرة   | 35.78    | 105      | لم تتأهل      | لم تتأهل      | لم تتأهل | لم تتأهل |
| الزين طارق       | 50 متر فراشة | 41.13    | 64       | لم تتأهل      | لم تتأهل      | لم تتأهل | لم تتأهل |